# Barbara Eve Harris
Barbara Eve Harris (Tobago, 8 marzo 1959) è un'attrice trinidadiana naturalizzata canadese.

## Biografia
È nata sull'isola di Tobago nel 1959.
Nel 1997 viene candidata al premio Gemini per la miglior performance per il suo ruolo nella serie televisiva Side Effetcs.
Dal 2006 al 2009 ricopre il ruolo ricorrente dell'agente Felicia Lang nella serie Prison Break. Nel 2023 è protagonista della serie FUBAR, con Arnold Schwarzenegger, distribuita su Netflix.

## Filmografia parziale

### Cinema
- Per legittima accusa (Guilty as Sin), regia di Sidney Lumet (1993)
- Se mi amate... (Critical Care), regia di Sidney Lumet (1997)
- Sola nella trappola (Picture Claire), regia di Bruce McDonald (2000)
- Ignition - Dieci secondi alla fine (Ignition), regia di Yves Simoneau (2001)
- A Time for Dancing, regia di Peter Gilbert (2002)
- Prossima fermata: l'inferno (The Midnight Meat Train), regia di Ryūhei Kitamura (2008)
- Una famiglia all'improvviso (People Like Us), regia di Alex Kurtzman (2012)
- The Amazing Spider-Man, regia di Marc Webb (2012)
- No Ordinary Hero: The SuperDeafy Movie, regia di Troy Kotsur (2013)
- Born to Be Blue, regia di Robert Budreau (2015)
- Transformers - L'ultimo cavaliere (Transformers: The Last Knight), regia di Michael Bay (2017)

### Televisione
- Street Legal – serie TV, 3 episodi (1991-1994)
- Side Effects – serie TV, 24 episodi (1994-1996)
- Oltre i limiti (The Outer Limits) – serie TV, episodio 4x24 (1998)
- Cinque in famiglia (Party of Five) – serie TV, episodi 6x06-6x07 (1999)
- West Wing - Tutti gli uomini del Presidente (West Wing) – serie TV, episodio 2x13 (2001)
- The Practice - Professione avvocati (The Practice) – serie TV, episodio 6x16 (2002)
- E.R. - Medici in prima linea (E.R.) – serie TV, 3 episodi (2003)
- CSI: Miami – serie TV, episodio 1x13 (2003)
- Cold Case - Delitti irrisolti (Cold Case) – serie TV, episodio 1x05 (2003)
- JAG - Avvocati in divisa (JAG) – serie TV, episodi 9x17-10x10 (2004)
- Commander in Chief – serie TV, episodi 1x18-1x16 (2005-2006)
- Prison Break – serie TV, 19 episodi (2006-2009)
- Private Practice – serie TV, episodio 1x02 (2007)
- Eureka – serie TV, episodio 2x10 (2007)
- Boston Legal – serie TV, episodio 4x14 (2008)
- Criminal Minds – serie TV, episodio 3x18 (2008)
- Ghost Whisperer - Presenze (Ghost Whisperer) – serie TV, episodio 4x05 (2008)
- Hawthorne - Angeli in corsia (Hawthorne) – serie TV, episodio 1x04 (2009)
- CSI - Scena del crimine (CSI: Crime Scene Investigation) – serie TV, 5 episodi (2011-2012)
- Flashpoint – serie TV, episodio 3x08 (2011)
- Rizzoli & Isles – serie TV, episodi 3x14-5x02 (2012, 2014)
- NCIS - Unità anticrimine (NCIS) – serie TV, episodio 11x03 (2013)
- Chicago P.D. – serie TV, 16 episodi (2015-2017)
- Le regole del delitto perfetto (How to Get Away With Murder) – serie TV, episodi 2x01-2x02 (2015)
- Revenge – serie TV, episodio 4x19 (2015)
- Chicago Fire – serie TV, 3 episodi (2016-2017)
- Bosch – serie TV, episodi 2x03, 7x07 (2016, 2020)
- Supernatural – serie TV, episodio 11x22 (2016)
- The Crossing – serie TV, 4 episodi (2018)
- Sharp Objects – serie TV, 7 episodi (2018)
- Station 19 – serie TV, 6 episodi (2019-2022)
- L'uomo nell'alto castello (The Man in The High Castle) – serie TV, episodi 4x06-4x10 (2019)
- Magnum P.I. – serie TV, episodio 2x04 (2019)
- Messiah – serie TV, 9 episodi (2020)
- Star Trek: Picard – serie TV, episodio 1x06 (2020)
- 9-1-1: Lone Star – serie TV, 3 episodi (2021-2023)
- Law & Order: Organized Crime – serie TV, episodi 1x08-2x01 (2021)
- Il Natale di Chris (Christmas CEO), regia di Jonathan Wright – film TV (2021)
- FBI: International – serie TV, episodi 1x14-2x20 (2022-2023)
- The Wilds – serie TV, 6 episodi (2022)
- FUBAR – serie TV, 7 episodi (2023)

## Doppiatrici italiane
Nelle versioni in italiano delle opere in cui ha recitato, Barbara Eve Harris è stata doppiata da:
- Alessandra Cassioli in Prison Break, Ghost Whisperer - Presenze, Una famiglia all'improvviso, Star Trek: Picard
- Antonella Giannini in Revenge, Sharp Objects, Law & Order: Organized Crime
- Anna Cesareni in Flashpoint, Chicago P.D., Chicago Fire
- Stefania Romagnoli in Ignition - Dieci secondi alla fine, CSI - Scena del crimine
- Irene Di Valmo in Rizzoli & Isles, Magnum P.I.
- Emanuela Baroni in Messiah, FUBAR
- Graziella Polesinanti in Cold Case - Delitti irrisolti
- Marta Altinier in Apocalypse - L'Apocalisse
- Antonella Alessandro in Private Practice
- Ludovica Modugno in Criminal Minds
- Diana Collepiccolo ne Le regole del delitto perfetto (ep. 2x01)
- Beatrice Margiotti ne Le regole del delitto perfetto (ep. 2x02)
- Alessandra Pagnotta ne L'uomo nell'alto castello
- Daniela Amato in Una vacanza molto speciale
- Dania Cericola in The Wilds
- Cinzia Villari ne Il Natale di Chris
- Cinzia De Carolis in 9-1-1: Lone Star
- Valeria Perilli in FBI: International